# Дуарти (град, Калифорния)
Вижте пояснителната страница за други населени места с името Дуарти.
Дуарти (на английски: Duarte) е град в окръг Лос Анджелис, щата Калифорния, САЩ. Дуарти е с население от 21486 жители (2000) и обща площ от 17,3 km². Намира се на 156 m надморска височина. ЗИП кодовете му са 91009-91010, а телефонният му код е 626.